# Associazione Calcio Crema 1948-1949
Questa voce raccoglie le informazioni riguardanti l'Associazione Calcio Crema nelle competizioni ufficiali della stagione 1948-1949.

## Rosa
| N. |                   | Ruolo | Calciatore        |
| -- | ----------------- | ----- | ----------------- |
|    | Italia (bandiera) | A     | Giacomo Abbà      |
|    | Italia (bandiera) | P     | Alfredo Arrigoni  |
|    | Italia (bandiera) | A     | A. Bargagliotti   |
|    | Italia (bandiera) | C     | Franco Bassetti   |
|    | Italia (bandiera) | C     | Mario Bergamaschi |
|    | Italia (bandiera) | C     | Luigi Bicicli     |
|    | Italia (bandiera) | D     | Armando Bollana   |
|    | Italia (bandiera) | C     | Gianfranco Bosi   |
|    | Italia (bandiera) | A     | Andrea Cagnoni    |

| N. |                   | Ruolo | Calciatore       |
| -- | ----------------- | ----- | ---------------- |
|    | Italia (bandiera) | C     | Lucio Doldi      |
|    | Italia (bandiera) | C     | L. Fiameni       |
|    | Italia (bandiera) | A     | Aldo Fumagalli   |
|    | Italia (bandiera) | A     | Renato Gardini   |
|    | Italia (bandiera) | A     | Vittorio Ghiandi |
|    | Italia (bandiera) | D     | Antonio Piloni   |
|    | Italia (bandiera) | C     | Livio Pinazza    |
|    | Italia (bandiera) | P     | A. Pirotta       |
|    | Italia (bandiera) | P     | Giuseppe Zibetti |